# Grantia laevigata
Grantia laevigata är en svampdjursart som först beskrevs av Ernst Haeckel 1872.  Grantia laevigata ingår i släktet Grantia och familjen Grantiidae. Inga underarter finns listade i Catalogue of Life.